# Philosophy of Science
Philosophy of Science (рус. Философия науки) — американский рецензируемый научный журнал по философии.

## История
Издаётся с 1934 г. от имени Ассоциации философии науки в University of Chicago Press. Первый редактор Уильям Малисофф ставил целью «публиковать исследования смысла, определений и символизма научных теорий, природы и формулировки теоретических принципов, а также функций и значения науки в различных контекстах». Выпускается 5 номеров в год.

## Главные редакторы
В разные годы главными редакторами журнала были:
- Уильям Малисофф
- Чарльз Уэст Чёрчман[англ.]
- Ричард Руднер
- Кеннет Шаффнер
- Роберт Е. Баттс
- Меррили Сэлмон
- Филип Китчер
- Норетта Коэга[англ.]
- Михаэль Диксон
- Джеффри Барретт[англ.]